# Kloster des Heiligen Sava

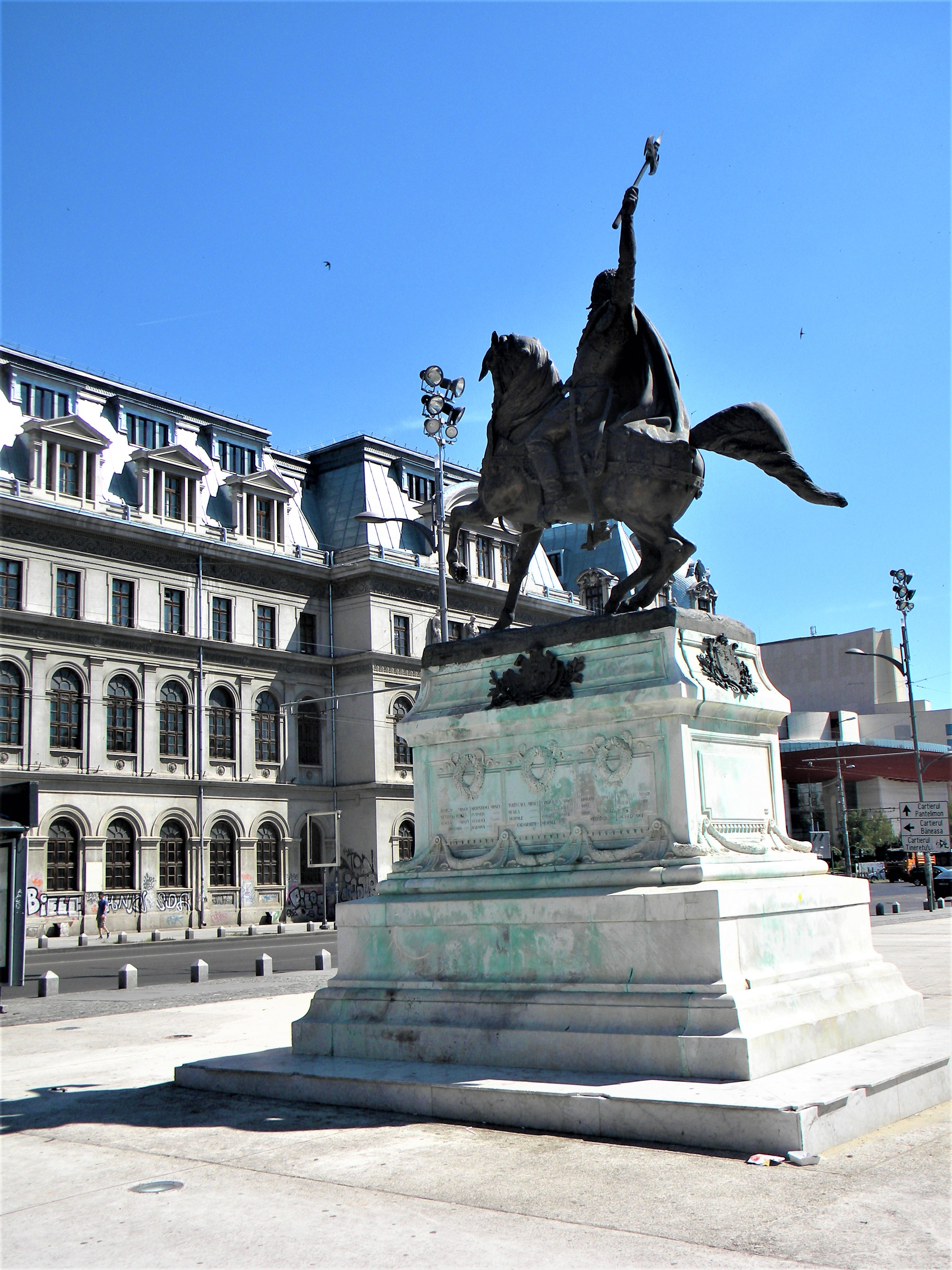
Universitätsplatz

Das Kloster des Heiligen Sava (rumänisch Mănăstirea Sfântul Sava) war eines der ältesten Klöster Rumäniens aus dem 16. Jahrhundert. Es befand sich auf dem heutigen Universitätsplatz von Bukarest.

## Geschichte
Ein erster Kirchenbau lässt sich auf das 16. Jahrhundert datieren, der wahrscheinlich der Heiligen Dreifaltigkeit geweiht und der Grabeskirche in Jerusalem gewidmet war.
1679 gründete Șerban I. Cantacuzino zusammen mit seinem Bruder Constantin Cantacuzino die Schule des Heiligen Sava. 1694 wandelte Constantin Brâncoveanu die Klosterschule in die Fürstlichen Akademie von Bukarest um, etablierte ein Bildungsprogramm und stellte ihr materielle Mittel zur Verfügung. So beherbergte das Kloster anderthalb Jahrhunderte lang die erste Hochschule Rumäniens.
Im Jahr 1709 ließ Constantin Brancoveanu die Kirche des Klosters umbauen und seine Mauern sowie das Gebäude der Fürstlichen Akademie von Bukarest erweitern. Gegen Ende des 18. Jahrhunderts ließ Alexander Ypsilantis das Gebäude der Akademie im Kloster erneut umbauen. Anfang des 19. Jahrhunderts folgten weitere Umbauten unter Ioannis Georgios Karatzas.
Zwischen 1848 und 1870 wurden sämtliche Gebäude des Klosters abgerissen, zuletzt die Brancoveanu-Kirche. Letztere war durch ein Erdbeben schwer beschädigt worden. 1877 wurde eine Statue des Mihai Viteazul an der Stelle der ehemaligen Brancoveanu-Kirche aufgestellt. An der Stelle der Gebäude der alten Akademie errichtete man ein neues Gebäude nach dem Plan von Alexandru Orascu. Die damalige Akademie ist mit Anbau eines Dachbodens und einiger Säle das heutige Hauptgebäude der Universität Bukarest. Entlang der ehemaligen Akademie wurde ein breiter Boulevard gebaut, der vorerst  Bulevardul Academiei (Akademieallee) genannt wurde. Erst nach 1880 wurde der Boulevard bis zum Cișmigiu-Park verlängert und erhielt den Namen Bulevardul Regina Elisabeta.

## Ausgrabungen

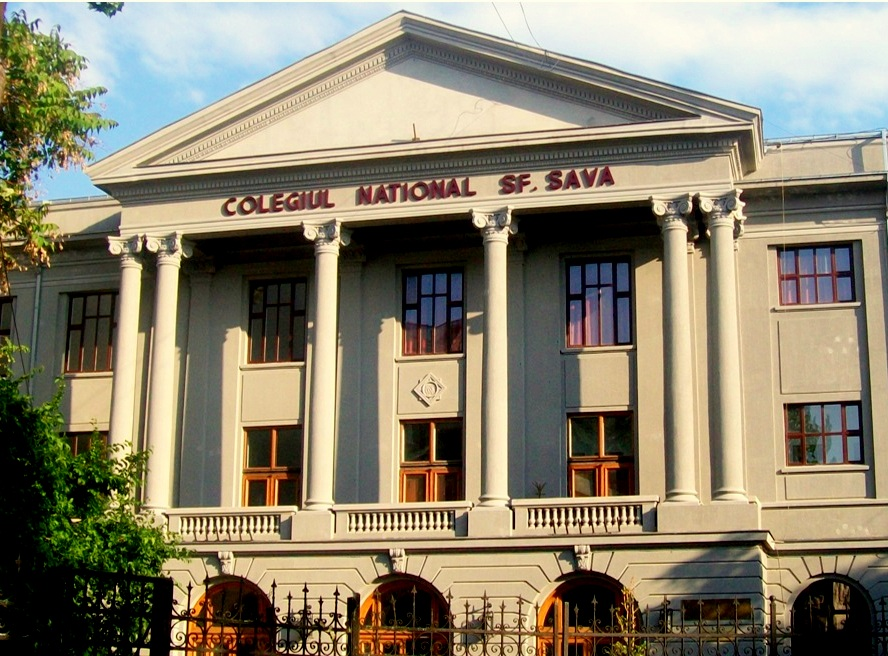
Colegiul Național „Sfântul Sava“

Ende 2010 wurden im Rahmen des Baus einer Tiefgarage unter dem Universitätsplatz die Ruinen des Klosterkomplexes freigelegt. Archäologen legten die Räume frei, in denen sich die Druckerei befand. Im Westen entdeckte man den Eingang zum Klosterkomplex, damals seit 1860 ein stark zerstörtes Gebäude, in dem sich laut den Plänen von 1864 das erste Geschichtsmuseum Rumäniens befand.
Eine Inschrift der 1709 neu erbauten Klosterkirche befindet sich im Muzeul Național de Istorie a României.